# Storegölen
Storegölen är en sjö i Ronneby kommun i Blekinge och ingår i Vierydsåns huvudavrinningsområde.